# Daniel Champavier
Daniel Champavier né à Saint-Pierre-de-Bressieux (Isère) le 1er octobre 1866, mort à Marseille le 2 février 1928 est évêque de Marseille de 1923 à 1928.

## Biographie
Daniel Champavier né à Saint-Pierre-de-Bressieux le 1er octobre 1866 a été ordonné prêtre le 11 juin 1892. Vicaire à Bourgoin puis à la cathédrale de Grenoble, il est ensuite curé de Fures (1906-1910), archiprêtre de Moirans (1910-1915) et enfin vicaire général de Joseph Antoine Fabre, évêque de Marseille. À la mort de ce dernier, il est nommé à sa succession le 20 février 1923. 
Il s’occupe de la poursuite de la construction de la basilique du Sacré Cœur du Prado. Son épiscopat est surtout marqué par les incidents qui ont lieu le 9 février 1925, salle Prat, où se déroulait une réunion privée tenue à l’initiative de la « ligue de la défense religieuse et d’action catholique ». À la fin de cette réunion, les participants sont attaqués par des contre manifestants, communistes et anarchistes. Des ecclésiastiques sont blessés et deux catholiques dénommés Louis Vian et Ephrem Ville sont tués. Le maire Siméon Flaissières qui avait fait placarder une affiche affirmant qu’une telle campagne conduisait la France à un odieux et révoltant fascisme, est mis en cause. L’esprit de conciliation de Champavier facilite le retour au calme.